# 話したいあなたと
「話したいあなたと」（はなしたいあなたと）は、Salyuのソロプロジェクト「salyu × salyu」のシングル。

## 概要
電話でのコミュニケーションをテーマにして、iida「INFOBAR A01」のCMソングとして書き下ろされた。PVは「Sailing Days」「ただのともだち」に引き続き辻川幸一郎が監督を務めており、CDジャケットは坂本慎太郎によるデザイン。
もともとは配信限定だったが、後はライブ会場および通販限定にてリリースされる。

## 収録曲
1. 話したいあなたと（3:35）
  - 作詞：坂本慎太郎／作曲：小山田圭吾
2. Hammond Song（5:33）
  - The Rochesのカバー。同年4月のツアー「salyu × salyu tour s(o)un(d)beams」で披露されたが、今回は初音源収録。

## 収録アルバム
- 「Constellations Of Music」 (#2)